# Provinzen von Gabun

Provinzen von Gabun

Die neun Provinzen von Gabun bilden die größten Verwaltungseinheiten des Staates Gabun.
| Provinz         | Hauptstadt  | ISO-Code |
| --------------- | ----------- | -------- |
| Estuaire        | Libreville  | GA-1     |
| Haut-Ogooué     | Franceville | GA-2     |
| Moyen-Ogooué    | Lambaréné   | GA-3     |
| Ngounié         | Mouila      | GA-4     |
| Nyanga          | Tchibanga   | GA-5     |
| Ogooué-Ivindo   | Makokou     | GA-6     |
| Ogooué-Lolo     | Koulamoutou | GA-7     |
| Ogooué-Maritime | Port-Gentil | GA-8     |
| Woleu-Ntem      | Oyem        | GA-9     |

Die Provinzen sind wiederum in zusammen 37 verschiedene Departements eingeteilt.